# SC Maccabi Lyon
Sporting Club Maccabi Lyon (Hebreeuws: מועדון ספורט מכבי ליון) is een Franse voetbalclub uit Villeurbanne, gelegen in het arrondissement Lyon. De club speelt zijn thuiswedstrijden in het Stade Boiron Granger. Maccabi heeft een Joodse achtergrond. Van de circa 300 leden, is ongeveer de helft Joods. De voetbalclub is onderdeel van de sportvereniging SC Maccabi Lyon, die naast voetbal ook onder meer de sporttak basketbal heeft.